# Distanza sociale
Il concetto di distanza sociale è utilizzato in sociologia per definire la distanza percepita da un individuo o da un gruppo rispetto ad un altro, in particolare per quello che riguarda l'appartenenza a classi e strati sociali diversi o a differenti culture e subculture (etnia, religione, stili di vita, ecc.). Nella prossemica si impiega, invece, il termine per definire una delle quattro dimensioni della distanza interpersonale, quella riservata alle relazioni formali e impersonali, in cui si negozia o si tratta, Di solito è variabile tra i 120 ed i 360 cm.

## Storia
A partire dagli anni Venti la distanza sociale diventa un argomento trattato dalla sociologia nordamericana, in particolare il sociologo Robert Ezra Park ne distingue quattro dimensioni: 
1. la distanza normativa, prescritta da norme culturali;
2. la distanza culturale, che ha a che fare col grado di affinità tra soggetti o gruppi diversi;
3. la distanza interattiva, che riguarda l’interazione tra due o più gruppi sociali;
4. la distanza personale, che si lega alla comprensione empatica tra individui collegati in posizioni diverse.

Sempre negli anni Venti un altro sociologo statunitense, Emory S. Bogardus, costruisce una scala della distanza sociale individuando criteri più soggettivi e personali, con l'obbiettivo di misurare il grado di simpatia provato da individui nei confronti di altri appartenenti ad etnie diverse, in relazione con il grado conoscenza. Nello schema sono presenti sette gradi ai quali è attribuito un punteggio:
1. Coniuge o parente stretto; punteggio di 1.00 (distanza sociale assente)
2. Amico stretto; punteggio di 2.00
3. Vicino di casa nella stessa strada; punteggio di 3.00
4. Collega di lavoro; punteggio di 4.00
5. Cittadino della mia stessa nazione; punteggio di 5.00
6. Turista della mia nazione; punteggio di 6.00
7. Escluso da entrare nella mia nazione; punteggio di 7.00 (distanza sociale molto elevata)[3].

Il tema della distanza sociale viene approfondito anche dalla sociologia tedesca, prima con Georg Simmel e poi con Leopold Von Wiese, che ne riprende gli studi ed elabora più dimensioni del concetto, tra cui alcune tendono all'associatività ed altre alla dissociatività.

## Spazio urbano e distanza sociale
Una delle dimensioni della distanza sociale è lo spazio, difatti, per concettualizzare questo termine, non si può prescindere dalle sue implicazioni fisiche, simboliche, ma anche spaziali. Ad esempio in un contesto cittadino l'uso o l'organizzazione dello spazio possono essere indicatori di distanza sociale. Il sociologo e antropologo statunitense Wiliam Lloyd Warner ha evidenziato questo tema nella ricerca del 1949 Social class in America, utilizzando l'espressione "upper and lower" per descrivere l'organizzazione delle città sulla base dei ceti di appartenenza. Sostiene, infatti, che in un nucleo cittadino, esistono dei quartieri upper (ovvero quartieri per il ceto medio-alto) e lower (i quartieri popolari, abitati dal ceto medio-basso).

## Distanza sociale e emarginazione
La distanza sociale può essere connessa alla dimensione individuale o sociale. A livello individuale il reddito, la salute e gli stili di vita, le percezioni o gli atteggiamenti rappresentano indicatori rilevanti. Per quanto riguarda l'aggregato sociale si possono considerare le relazioni nel gruppo, rilevabili dall'analisi delle reti sociali o da quella della disuguaglianza, confrontando più gruppi che compongono la società. Anche i consumi possono evidenziare la distanza fra i singoli cittadini o gruppi sociali e il modo in cui questi entrano in relazione. Si possono, ad esempio, determinare fenomeni di esclusione in base al potere di acquisto.
Gli stessi indicatori possono servire, all'opposto, per misurare la coesione sociale.

## Uso del termine durante la pandemia da Covid-19
Durante la pandemia da COVID-19, sviluppatasi a cavallo tra il 2019 ed il 2020, il termine "distanza sociale" ha assunto un significato improprio, diventando sinonimo di distanziamento sociale, ovvero l'insieme di azioni di natura non farmacologica atte a limitare la diffusione di una malattia contagiosa. In realtà i due concetti appartengono a campi diversi: uno a quello della sociologia, l'altro a quello della medicina.